# Metachromadora zaixsi
Metachromadora zaixsi is een rondwormensoort uit de familie van de Desmodoridae. De wetenschappelijke naam van de soort is voor het eerst geldig gepubliceerd in 2004 door Pastor de Ward.